# Palatina (Rebsorte)

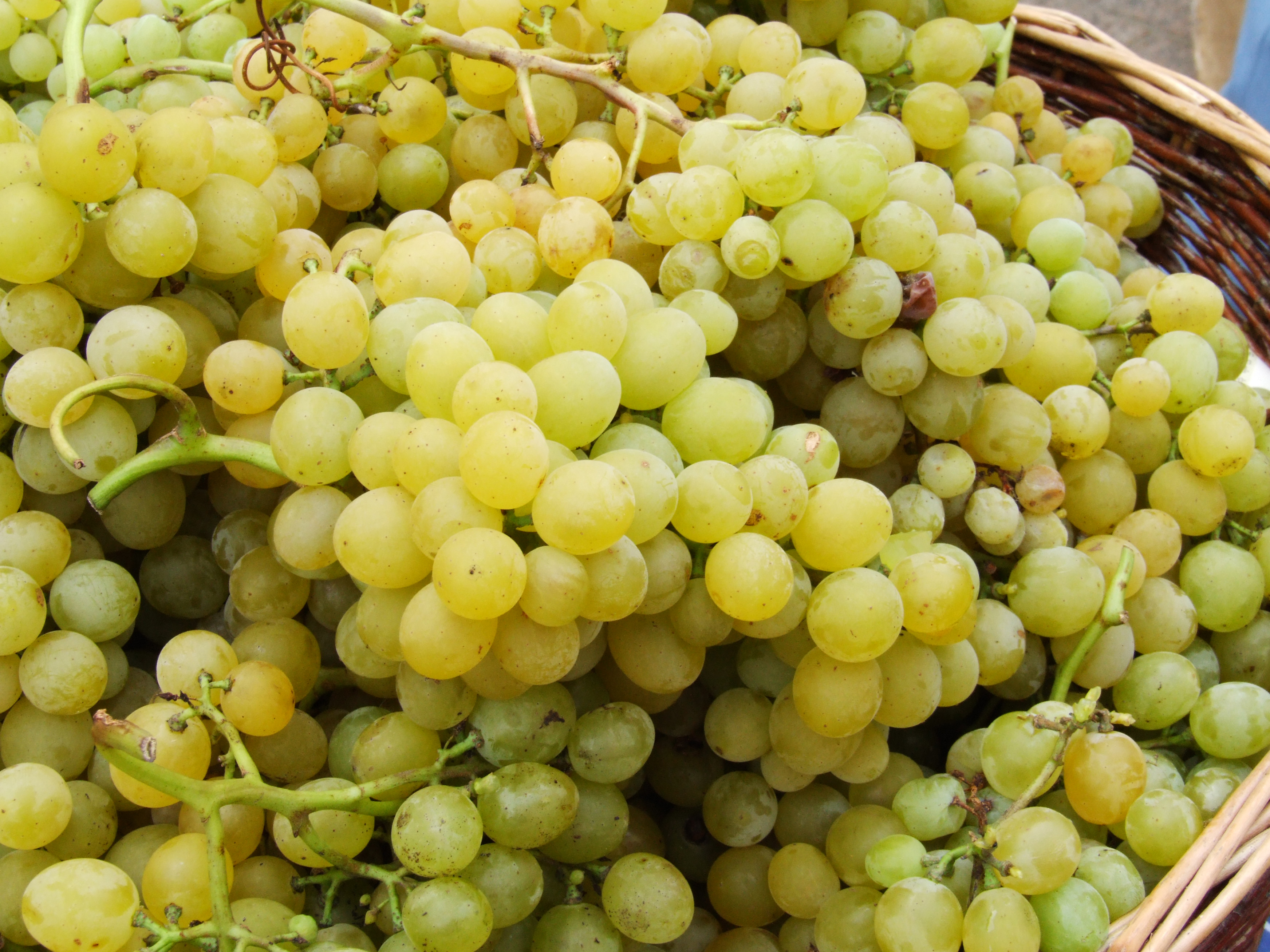
Palatina

Palatina ist eine weiße Tafeltraube. Sie hat goldgelbe, große, ovale Beeren, deren Geschmack angenehm süß mit feinen fruchtigen Muskat-Aromen ist. Durch ihre sehr gute Resistenz gegen den Mehltau ist sie für den ökologischen Anbau besonders geeignet.
Sie wurde in Ungarn von Kosmo Pal aus einer Kreuzung von Villard Blanc und der Sorte Königin der Weingärten (Queen of the Vineyards) gezüchtet. In Deutschland besteht Sortenschutz.
Synonyme: Fehér Csepel Tolarent, Prim
Abstammung: Villard Blanc x Königin der Weingärten